# Campeonato Mundial de Ciclismo em Pista de 1985
O LXXXII Campeonato Mundial de Ciclismo em Pista celebrou-se em Bassano (Itália) entre 21 de agosto e 1 de setembro de 1985 baixo a organização da União Ciclista Internacional (UCI) e a Federação Italiana de Ciclismo.
As competições realizaram-se na pista do Estádio Rino Mercante da cidade italiana. Ao todo disputaram-se 14 provas, 12 masculinas (5 profissionais e 7 amador) e 2 femininas.

## Medalhistas

### Masculino profissional
| Evento                 | Ouro                           | Prata                       | Bronze                                                           |
| ---------------------- | ------------------------------ | --------------------------- | ---------------------------------------------------------------- |
| Velocidade individual  | Koichi Nakano · Japão          | Yoshiyuki Matsueda · Japão  | Ottavio Dazzan · Itália                                          |
| Perseguição individual | Hans-Henrik Ørsted · Dinamarca | Anthony Doyle · Reino Unido | Gregor Braun · Alemanha Ocidental                                |
| Carreira por pontos    | Urs Freuler · Suíça            | Hans Ledermann · Suíça      | Stefano Allocchio · Itália                                       |
| Keirin                 | Urs Freuler · Suíça            | Ottavio Dazzan · Itália     | Masamitsu Takizawa · Japão · Dieter Giebken · Alemanha Ocidental |
| Meio fundo             | Bruno Vicino · Itália          | Daniel Clark · Austrália    | Werner Betz · Alemanha Ocidental                                 |

### Masculinoamador
| Evento                  | Ouro                                                                                | Prata                                                                                  | Bronze                                                                                    |
| ----------------------- | ----------------------------------------------------------------------------------- | -------------------------------------------------------------------------------------- | ----------------------------------------------------------------------------------------- |
| Velocidade individual   | Lutz Heßlich · Alemanha Oriental                                                    | Michael Hübner · Alemanha Oriental                                                     | Ralf-Guido Kuschy · Alemanha Oriental                                                     |
| Perseguição individual  | Viacheslav Yekimov · União Soviética                                                | Gintautas Umaras · União Soviética                                                     | Roland Günther · Alemanha Ocidental                                                       |
| Perseguição por equipas | Itália · Roberto Amadio · Massimo Brunelli · Gianpaolo Grisandi · Silvio Martinello | Polónia · Ryszard Dawidowicz · Marian Turowski · Leszek Stępniewski · Andrzej Sikorski | União Soviética · Viacheslav Yekimov · Alexandr Krasnov · Marat Ganeyev · Vasili Shpundov |
| 1 km contrarrelógio     | Jens Glücklich · Alemanha Oriental                                                  | Philippe Boyer · França                                                                | Martin Vinnicombe · Austrália                                                             |
| Carreira por pontos     | Martin Penc · Tchecoslováquia                                                       | Philippe Grivel · Suíça                                                                | Dan Frost · Dinamarca                                                                     |
| Meio fundo              | Roberto Dotti · Itália                                                              | Roland Königshofer · Áustria                                                           | Mario Gentili · Itália                                                                    |
| Tándem                  | Tchecoslováquia · Vítězslav Vobořil · Roman Řehounek                                | Estados Unidos · Nelson Vails · Leslie Barczewski                                      | Alemanha Ocidental · Sascha Wallscheid · Frank Weber                                      |

### Feminino
| Evento                 | Ouro                           | Prata                              | Bronze                                    |
| ---------------------- | ------------------------------ | ---------------------------------- | ----------------------------------------- |
| Velocidade individual  | Isabelle Nicoloso · França     | Connie Paraskevin · Estados Unidos | Natalia Krushelnitskaya · União Soviética |
| Perseguição individual | Rebecca Twigg · Estados Unidos | Jeannie Longo · França             | Margaret Maass · Estados Unidos           |

## Medalheiro
| Ordem | País               | Medalha de ouro | Medalha de prata | Medalha de bronze | Total |
| ----- | ------------------ | --------------- | ---------------- | ----------------- | ----- |
| 1     | Itália             | 3               | 1                | 3                 | 7     |
| 2     | Suíça              | 2               | 2                | 0                 | 4     |
| 3     | Alemanha Oriental  | 2               | 1                | 1                 | 4     |
| 4     | Tchecoslováquia    | 2               | 0                | 0                 | 2     |
| 5     | Estados Unidos     | 1               | 2                | 1                 | 4     |
| 6     | França             | 1               | 2                | 0                 | 3     |
| 7     | União Soviética    | 1               | 1                | 2                 | 4     |
| 8     | Japão              | 1               | 1                | 1                 | 3     |
| 9     | Dinamarca          | 1               | 0                | 1                 | 2     |
| 10    | Austrália          | 0               | 1                | 1                 | 2     |
| 11    | Áustria            | 0               | 1                | 0                 | 1     |
| 11    | Polónia            | 0               | 1                | 0                 | 1     |
| 11    | Reino Unido        | 0               | 1                | 0                 | 1     |
| 14    | Alemanha Ocidental | 0               | 0                | 5                 | 5     |
|       | TOTAL              | 14              | 14               | 15                | 43    |